# Музей Фолькванг
Музей Фолькванг (нім. Museum Folkwang) — художній музей в німецькому місті Ессені.

## Історія
Музей був заснований в 1902 у місті Гаґен відомим німецьким меценатом Карлом Ернстом Остхаусом і впродовж тривалого часу спеціалізувався на мистецтві модерну. Після смерті Остхауса, в 1922 музейне зібрання було продане в Ессен, де його придбало Товариство музею Фолькванг.
У колекцію входять твори живопису і скульптури, що належать до таких художніх стилів та напрямків, як класицизм, імпресіонізм, дадаїзм, експресіонізм, сюрреалізм, абстракціонізм та інших напрямків сучасного мистецтва. Тут розміщено також зібрання графіки, фотографії та творів прикладного мистецтва. 
У роки правління націонал-соціалістів музей Фолькванг втратив близько 1400 експонатів, оголошених нацистами творами дегенеративного мистецтва. В 1942 вцілілі роботи були вивезені і укриті від бомбардувань. 11 березня 1945, внаслідок нальоту англійської авіації будівлю музею було повністю зруйновано.
Після закінчення Другої світової війни загублені експонати були частково викуплені у нових власників, а частково замінені новими придбаннями. Сьогодні фонд музею охоплює близько 600 полотен, 280 скульптур, біля 12000 графічних робіт, понад 50000 фотографій і предметів прикладного мистецтва, створених як у далекому минулому, так і в XIX—XXI століттях.  
Найповніше представлені твори німецьких митців, таких як Макс Ліберман, Каспар Давид Фрідріх, Карл Густав Карус, Карл Шпіцвеґ, Адольф фон Менцель, Герхард Ріхтер, Ернст Людвіг Кірхнер, Крістіан Рольфс, Отто Мюллер, Еріх Хеккель, Еміль Нольде, Макс Ернст, Макс Бекман, Віллі Баумейстер, Паула Модерзон-Беккер, Франц Марк, Август Маккею.  
Французьке мистецтво представлене роботами Пабло Пікассо, Клода Моне, Поля Гогена, Анрі Матісса, Вінсента Ван Гога, П'єра-Огюста Ренуара, Поля Сезанна, Марка Шагала, Моріса Дені, Поля Сіньяка, Робера Делоне, Сальвадора Далі та інших майстрів. Із сучасних художників слід відзначити полотна Барнетта Ньюмана, Джексона Поллока, Френка Стелли, Лючіо Фонтана та ін. 
У відділі скульптури виділяються роботи Родена, Лембрука, Мінне, Архипенка, Беллінга. 
Колекція предметів прикладного мистецтва привертає увагу чудовими експонатами зі Стародавнього Єгипту.
Великим успіхом користувалась експозиція «Російські колекціонери Іван Морозов і Сергій Щукін», скомпонована з експонатів музеїв Росії, присвячена 20-річчю поставок природного газу з СРСР в ФРН (572 тисячі гостей в 1993).
Музей підтримується Folkwang Museumsverein e. V. (Музейне об'єднання Folkwang) — некомерційним об'єднанням громадян, меценатів та компаній, зацікавлених у мистецтві. Об'єднання було засновано 1 червня 1922. Згідно зі статутом, його основна мета — «управляти [музеєм] і розширювати його... і зробити його постійно доступним для досліджень і популярних освітніх цілей у вигляді загальнодоступної колекції». Особливістю асоціації порівняно з майже усіма іншими є те, що вона разом з містом Ессен є співвласником колекцій музею Фолькванг. Асоціація видає для своїх членів власне періодичне видання Folkwang-Mitteilungsblätter («Інформаційні бюлетені Folkwang»).

Відвідування постійної колекції музею є безкоштовним.

## Галерея

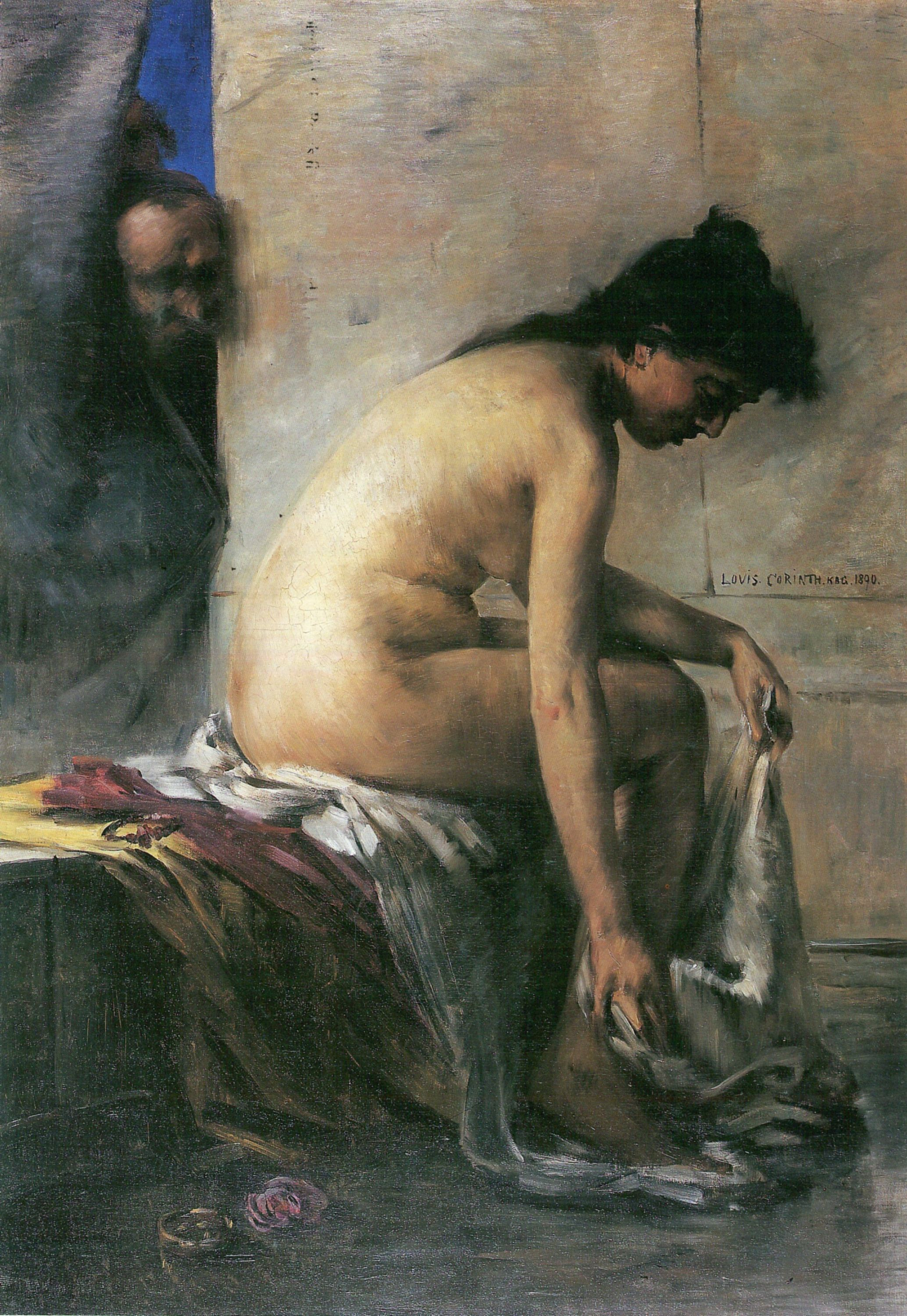
Ловіс Корінт. Купання Сусанни (1890)
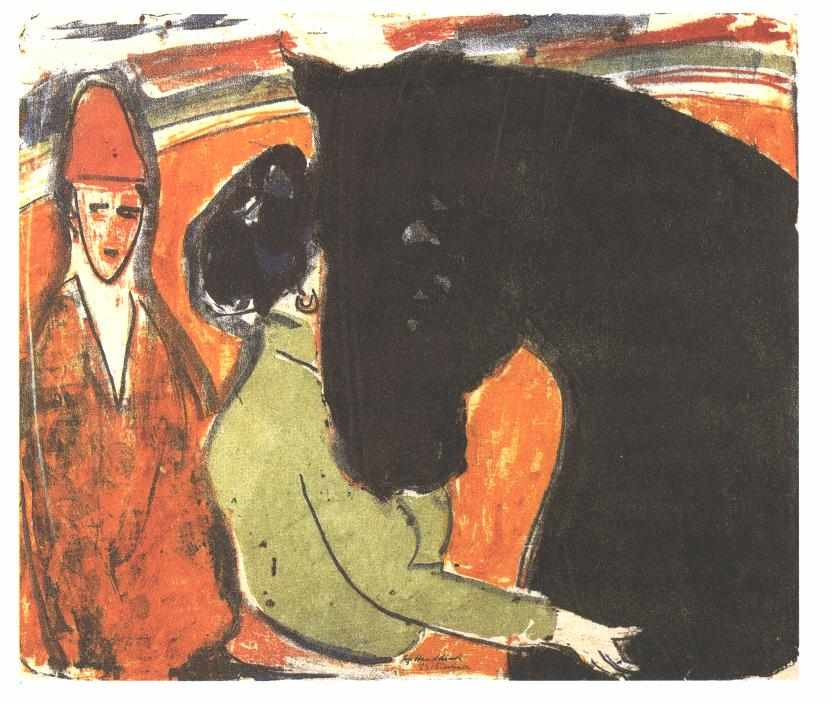
Ернст Людвіг Кірхнер. Вершниця і клоун (1907)
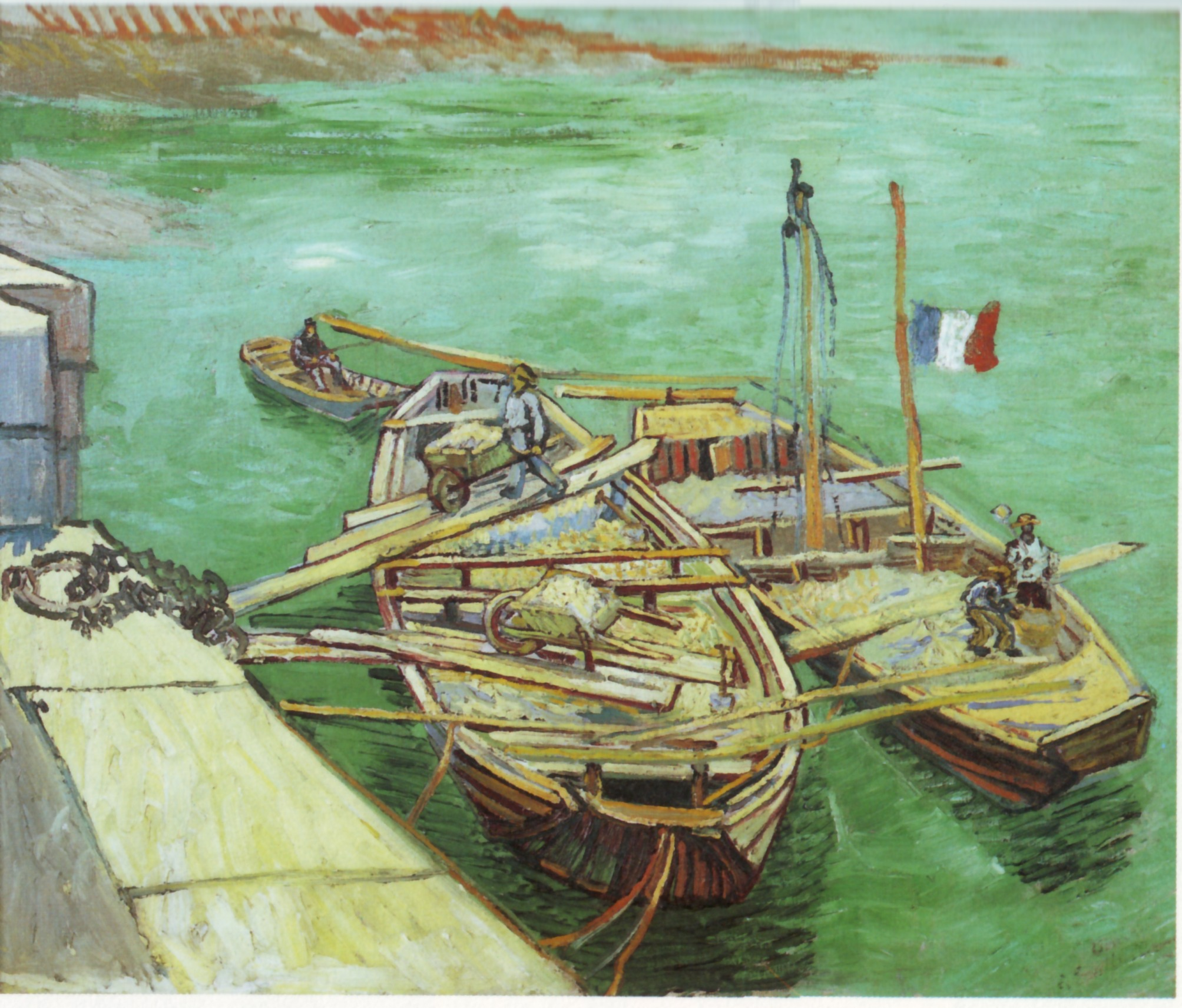
Вінсент ван Гог. Барки на Роні (1888)
Каспар Давид Фрідріх. Гірський пейзаж з веселкою (1809—1810)
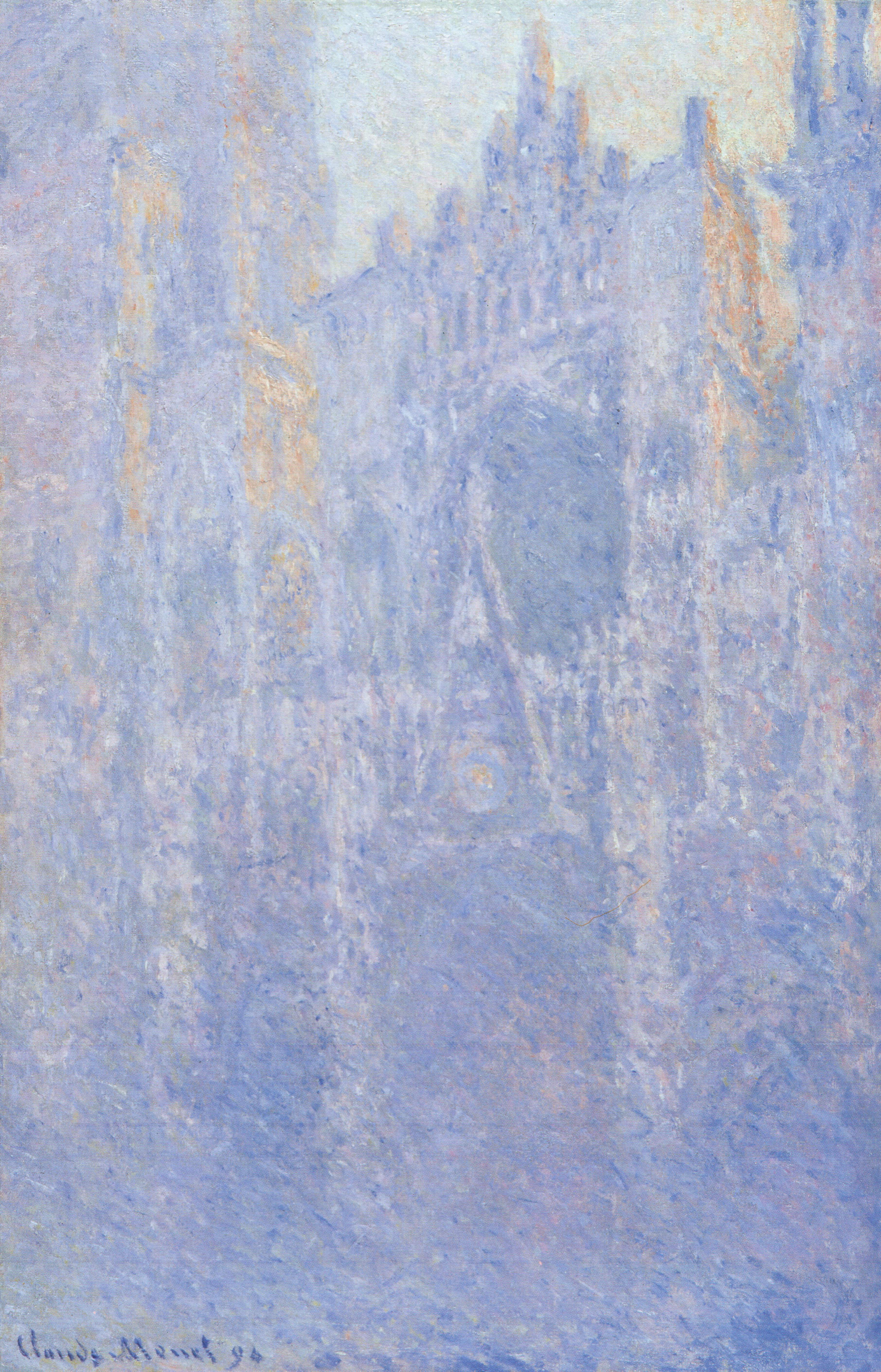
Клод Моне. Руанський собор (1892—1894)
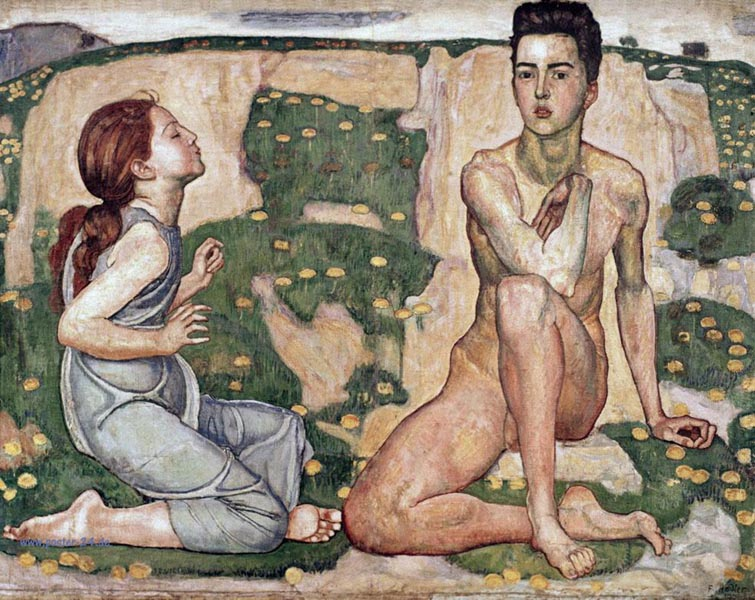
Фердинанд Годлер. Весна (1901)
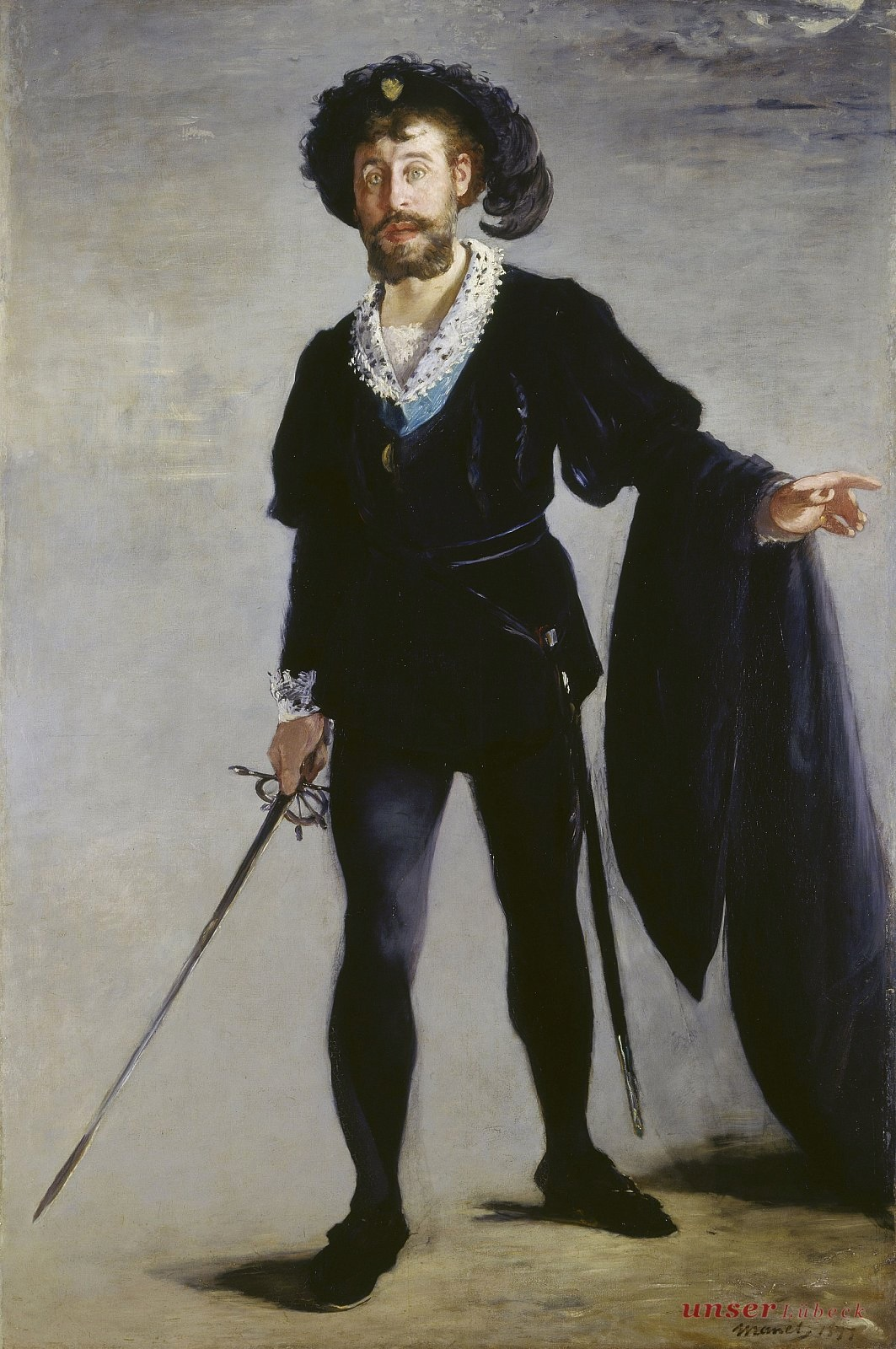
Едуард Мане. Співак Жан-Батист Фор в ролі Гамлета (1877)
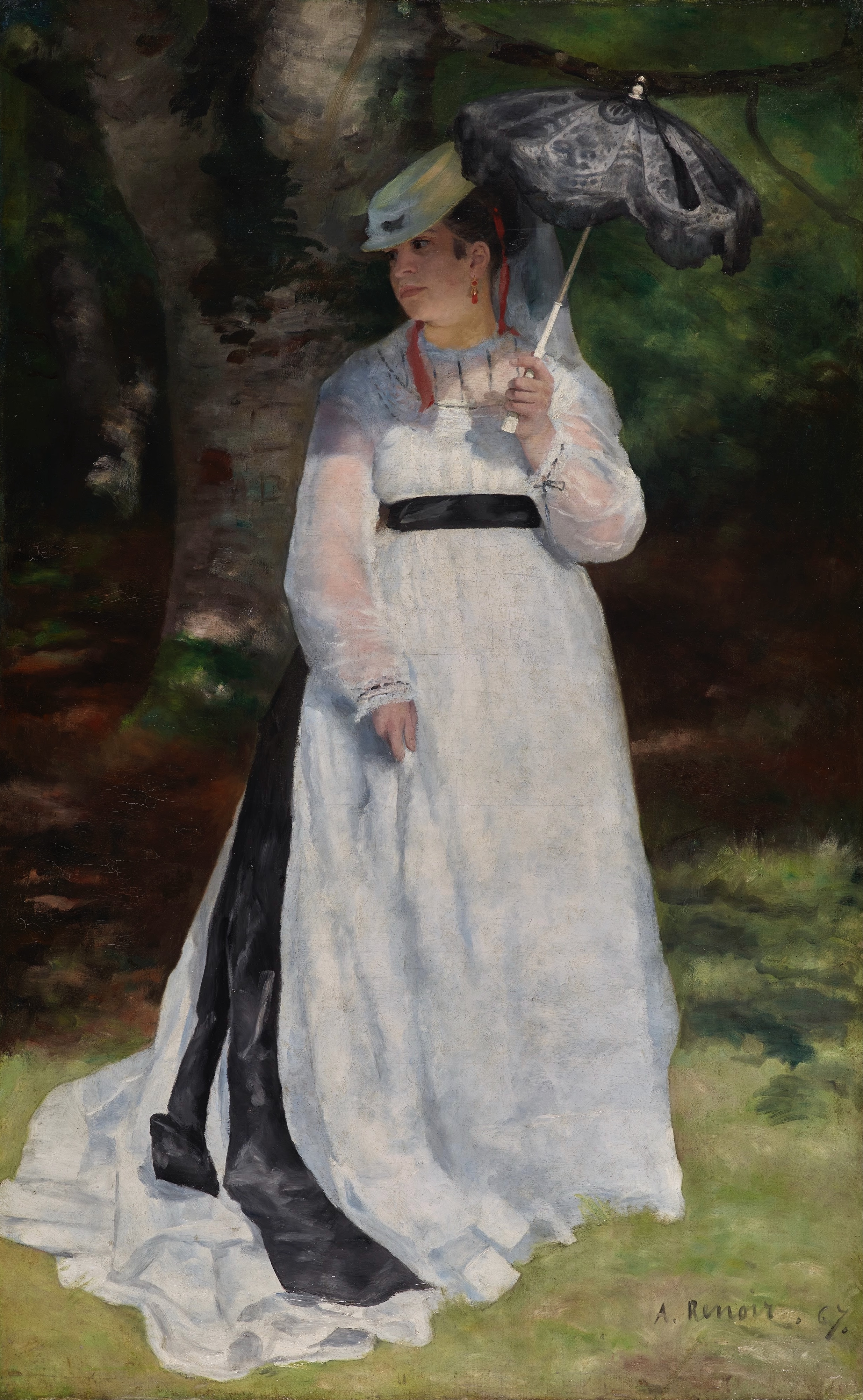
П'єр-Огюст Ренуар. Ліза з річною парасолькою (1867)
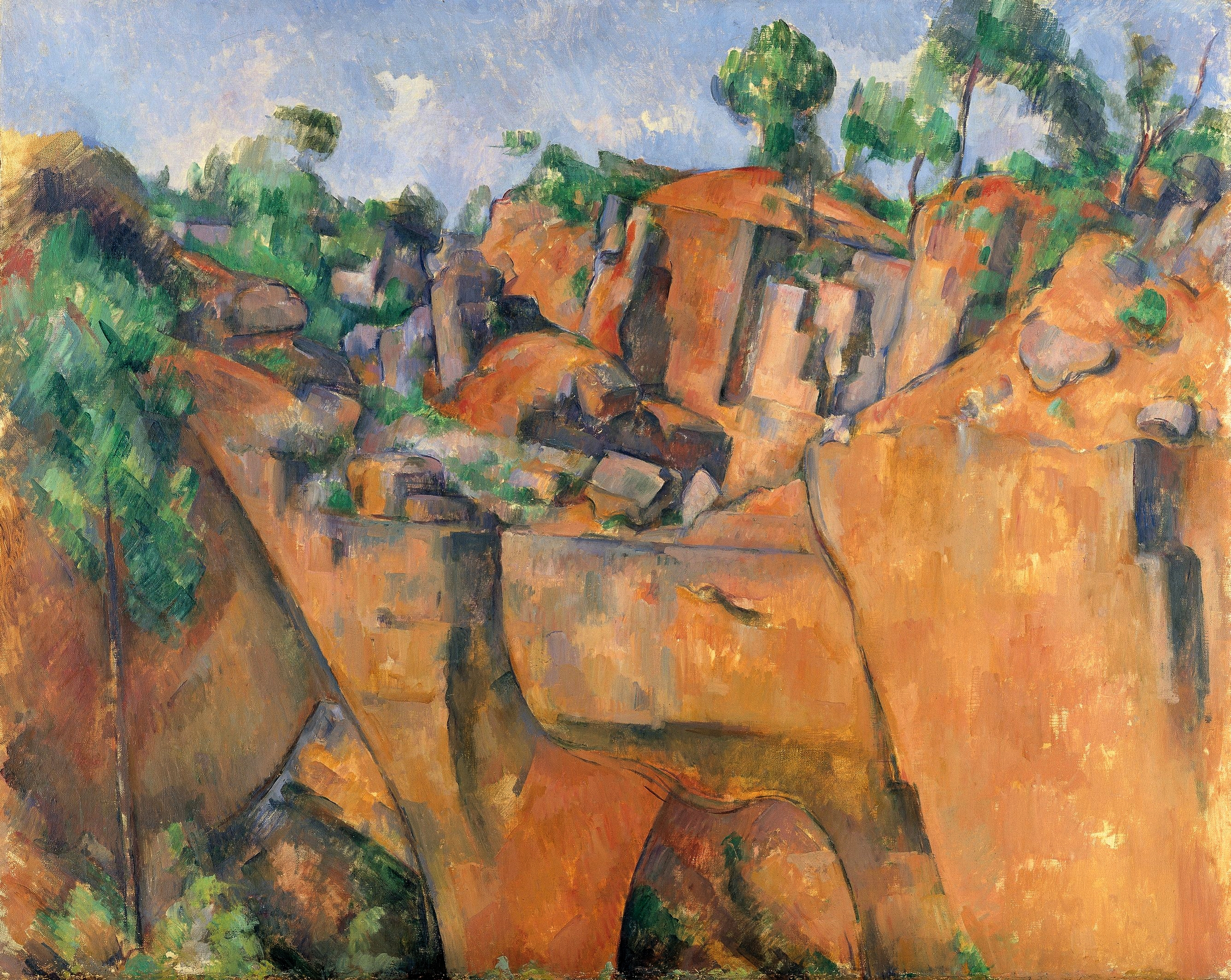
Поль Сезанн. Каменоломня Бібемус (1898)
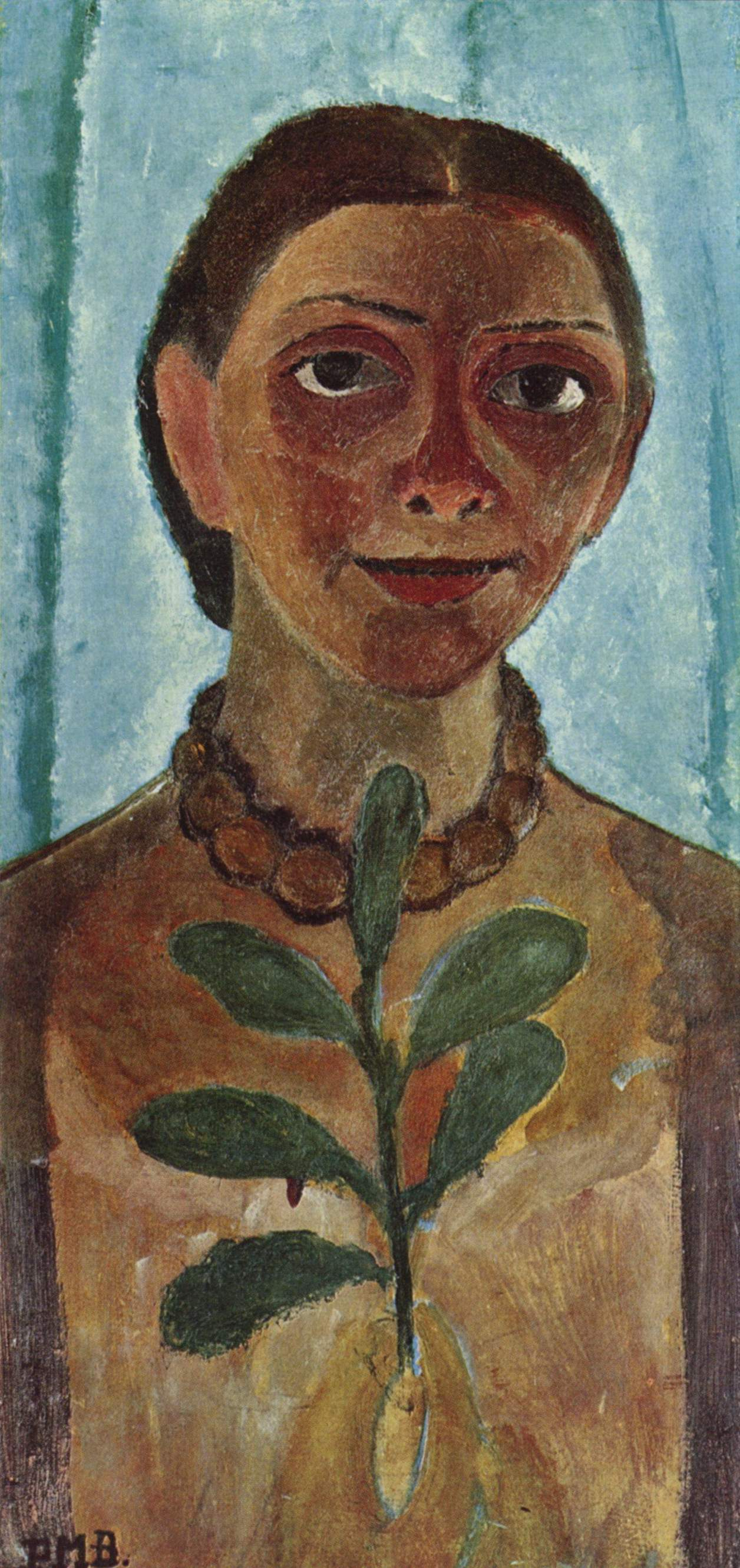
Паула Модерзон-Беккер. Автопортрет з гілкою камелії, (1906—1907)
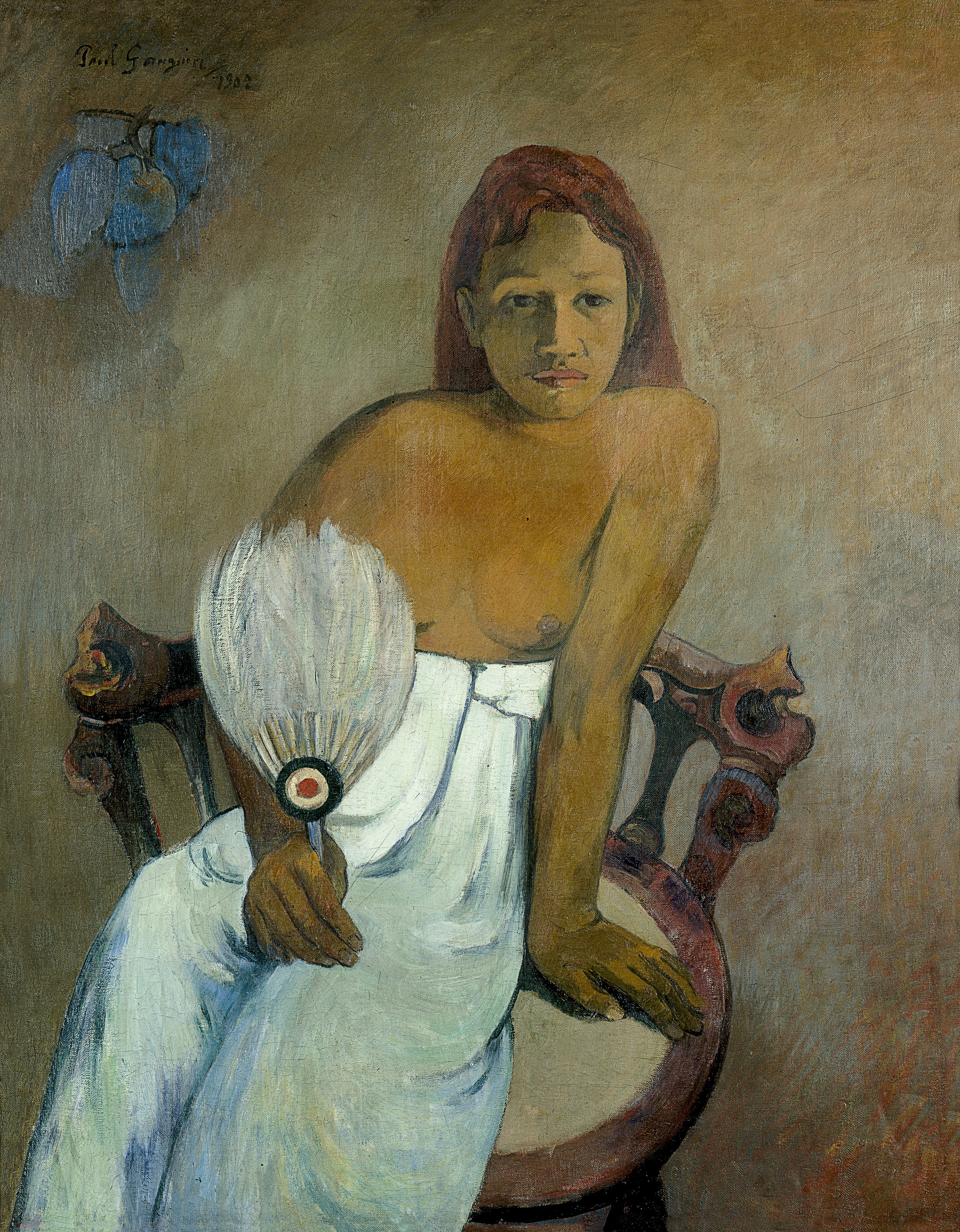
Поль Гоген. Жінка з віялом (1902)
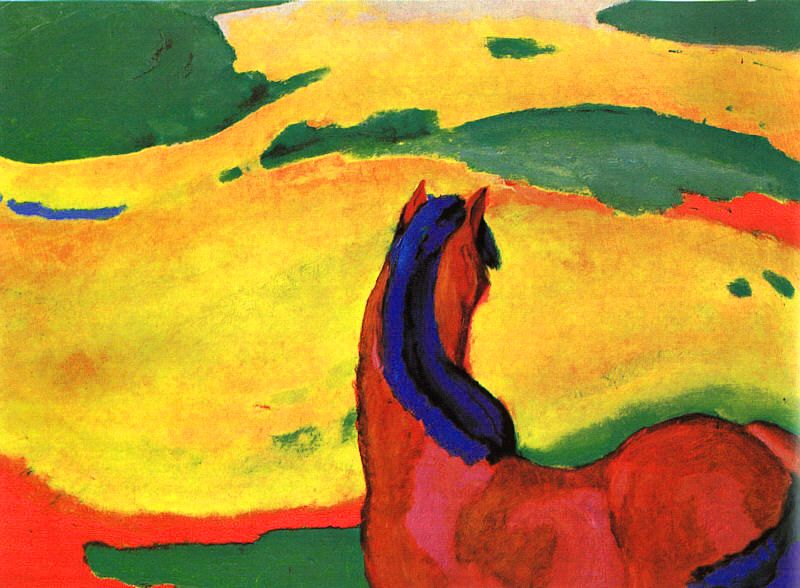
Франц Марк. Пейзаж з конем (1910)

## Виставки
- «Bilder einer Metropole - Die Impressionisten in Paris» ( https://web.archive.org/web/20100904042807/http://www.bildereinermetropole.de/) (02.10.2010 — 30.01.2011)